# Daniel Giger
Daniel Giger (Berna, 13 de octubre de 1949) es un deportista suizo que compitió en esgrima, especialista en la modalidad de espada.
Participó en tres Juegos Olímpicos de Verano, obteniendo dos medallas, plata en Múnich 1972 y bronce en Montreal 1976. Ganó seis medallas en el Campeonato Mundial de Esgrima entre los años 1970 y 1983.

## Palmarés internacional
| Juegos Olímpicos   | Juegos Olímpicos           | Juegos Olímpicos  | Juegos Olímpicos   |
| Año                | Lugar                      | Medalla           | Prueba             |
| ------------------ | -------------------------- | ----------------- | ------------------ |
| 1972               | Múnich (RFA)               | Medalla de plata  | Espada por equipos |
| 1976               | Montreal (Canadá)          | Medalla de bronce | Espada por equipos |
| Campeonato Mundial |                            |                   |                    |
| Año                | Lugar                      | Medalla           | Prueba             |
| 1970               | Ankara (Turquía)           | Medalla de bronce | Espada por equipos |
| 1977               | Buenos Aires (Argentina)   | Medalla de plata  | Espada por equipos |
| 1979               | Melbourne (Australia)      | Medalla de bronce | Espada por equipos |
| 1981               | Clermont-Ferrand (Francia) | Medalla de plata  | Espada por equipos |
| 1982               | Roma (Italia)              | Medalla de plata  | Espada por equipos |
| 1983               | Viena (Austria)            | Medalla de plata  | Espada individual  |